# Ток-шоу
Ток-шоу (англ. talk show) — жанр телепередачі, телевізійної дискусії, обговорення питань загального інтересу, точок зору. Зазвичай у ток-шоу беруть участь запрошені експерти з якихось конкретних питань, запрошені гості але можуть також і присутні глядачі. Спілкування гостей телепрограми організує звичайно один, або іноді декілька телеведучих — ЗМІ-модераторів. Найчастіше, основною темою дискусії є інтерв'ю із запрошеними гостями до студії — політиками, знаменитостями, фахівцями. Відносяться до шоу, а не до реальної аналітики.

## Історія виникнення
Батьківщиною ток-шоу були Сполучені Штати. За переказами, це сталося у 1960 — ті роки. На одній з провінціальних телестудій працював журналіст Філ Донахью. Він брав інтерв'ю у якогось гостя програми і на якийсь момент зрозумів, що його запитання до гостя закінчилися, а програма йде далі. Аби врятувати ситуацію, Донахью підскочив до мовчазного гостя-сусіда і запитав: — А у Вас є запитання до пана Н? Питання знайшлося, його задали і ситуація була врятована від зупинки.
Цю методу швидко підхопили на телестудіях. Ток-шоу почали організовувати з кожного, часто скандального приводу. Це надало новонародженому жанру емоційності, пристрасті і не багато коштувало провінційним телестудіям, бо там жорстко рахували гроші. Зайвих грошей на виплати відомим особам провінційні телекомпанії не мали, тому їх поки що на ток-шоу не запрошували. Але Філ Донахью Шоу (The Phil Donahue Show) запрацювало. Аби підігріти зацікавленість до телепередачі нове шоу показало ретельно створений фоторепортаж з провінційного пологового будинку. Бо почався — активний пошук «гарячих» тем чи сюжетів. Ток-шоу швидко набули популярності і вийшли на міжнародну арену через нові історичні реалії. Серед перших ток-шоу — телемости між запрошеними аудиторіями у США та в кризовому на ті роки СРСР. Ток-шоу перейняли інші державні телекомпанії, а їхня тематика значно урізноманітнилась. Моралісти зі здивуванням констатували, що в новий час «вже зовсім не страшно визнати, що ти збуджуєшся від нудоти або мрієш про інцест, розповісти, що ти працюєш повією, зраджуєш чоловіка або зробив операцію зі зміни статі». Саме ці реальні події були темами ток-шоу у Джеррі Спрингера.

## Приклади ток-шоу
- Культурна революція (телепередача)
- «З новим домом!»
- «Ток-шоу Опри Вінфрі»